# 芒努斯·斯文松 (冰球运动员)
芒努斯·斯文松（瑞典語：Magnus Svensson，1963年3月1日—），瑞典男子冰球运动员，1980年开始职业生涯。他曾代表瑞典国家队参加1994年冬季奥林匹克运动会冰球比赛，获得一枚金牌。